# Caribemys
Caribemys es un género extinto de tortuga marina del suborden Pleurodira del Jurásico Superior (Oxfordiense) hallado en la Formación Jagua, al occidente de Cuba. Sus restos fueron encontrados por Manuel Iturralde-Vinent y debe su nombre de género al mar Caribe combinado con el término griego emys, tortuga. El nombre de la especie tipo y única conocida, C. oxfordiensis, se debe a su edad correspondiente al biocrón Oxfordiense del Jurásico.
De acuerdo al análisis filogenético en la descripción provista por De La Fuente e Iturralde-Vinent (2001), Caribemys probablemente representa un taxón hermano de la tortuga Notoemys y del grupo Eupleurodira. También consideraron que su descubrimiento en la zona de Jagua junto a fósiles de reptiles marinos como plesiosauroides, pliosaurios, ictiosaurios y cocodrilos metriorrínquidos sugiere que durante el Oxfordiano existía una vía marítima en el Caribe que conectaba el océano Pacífico con el brazo occidental del antiguo Mar de Tetis.